# Atyria allogaster
Atyria allogaster là một loài bướm đêm trong họ Geometridae.